# تيرينس كونغولو
تيرينس كونغولو (بالهولندية: Terence Kongolo) (ولد في 14 فبراير 1994 في فريبورغ) لاعب كرة قدم دولي هولندي يلعب حاليا لصالح نادي فيينورد في مركز قلب الدفاع منذ 2012.

## روابط خارجية
- تيرينس كونغولو على موقع الاتحاد الدولي (مؤرشف)  (الإنجليزية)
- تيرينس كونغولو على موقع الاتحاد الأوربي (الإنجليزية)
- تيرينس كونغولو على موقع قاعدة بيانات كرة القدم.إي يو (الإنجليزية)
- تيرينس كونغولو على موقع بيانات كرة القدم. دي إي (الألمانية)
- تيرينس كونغولو على موقع ليكيب (الفرنسية)
- تيرينس كونغولو على موقع ناشيونال فوتبول تيمز (الإنجليزية)
- تيرينس كونغولو على موقع Soccerbase.com (لاعب) (الإنجليزية)
- تيرينس كونغولو على موقع Soccerway.com (الإنجليزية)
- تيرينس كونغولو على موقع عالم كرة القدم.نت (الإنجليزية)
- تيرينس كونغولو على موقع AS.com (الإسبانية)